# Казак, Леонид Васильевич
Казак Леонид Васильевич (род. 27 июля 1947, с. Заводское, Симферопольский район, Крымская область РСФСР, СССР) — народный депутат Украины. Председатель Симферопольского райсовета (04.2002-04.06).

## Биография
Родился в семье рабочего; украинец; женат.
В 1962-1965 — рабочий, учебно-опыт. хозяйства «Коммунар».
Окончил Крымский сельскохозяйственный институт (1965-1970), ученый агроном. С 1970 — старший агроном-полевод, совхоз «Виноградный» Симферопольского района. С 1971 — служба в армии. С 1973 — агроном, руководитель отделения совхоза «Виноградный».
С 1974 — первый секретарь Симферопольского райкома ЛКСМУ. С 1978 — секретарь, второй секретарь Симферопольского райкома КПУ.
С 1984 — председатель исполкома, председатель Симферопольского райсовета народных депутатов. С 1988 — первый секретарь Симферопольского райкома КПУ.
С 1990 — председатель исполкома и совета Симферопольского райсовета народных депутатов.Окончил Высшую партийную школу при ЦК КПУ.
Народный депутат Украины 12(1) соз. с марта 1990 (2-й тур) до апрель 1994, Симферопольский выб. окр. № 257, Автономная Республика Крым. Председатель подкомиссии по координации аграрников с другими комиссиями Комиссии по вопросам АПК. Группа «Аграрники».
Работал директором представительства ГАК «Хлеб Украины» в АР Крым.
С 10.2000 — и.о. председателя Республиканского комитета охраны окружающей среды и природных ресурсов.
С 04.2002 — голова, Симферопольский райсовет.
Был председателем Крымской республиканской организации Аграрной партии Украины (с 1997).

## Награды
Орден Трудового Красного Знамени.